# Poa alpina ssp. vivipara
Poa alpina ssp. vivipara là một phân loài cỏ trong họ hòa thảo, thuộc chi poa.